# Anna-Carin Ahlquist
Anna-Carin Ahlquist (* 5. Juni 1972 in Göteborg) ist eine schwedische Para-Tischtennisspielerin, die in der paralympischen Startklasse TT 3 antritt. Sie nahm zweimal an Paralympischen Spielen teil und ist mehrfache Europameisterin.
Im Jahr 2013 erhielt Anna-Carin Ahlquist das Verdienstabzeichen der Stadt Göteborg und den Laureus World Sports Award der Göteborgs-Posten. Im selben Jahr wurde sie für ihre Leistungen in London 2012 für den Bragdguld des Svenska Dagbladet, den Jerring-Preis und als Sportlerin des Jahres bei der Sportgala nominiert. 2014 bekam Anna-Carin Ahlquist in Dubai den ITTF Para Female Star Award der International Table Tennis Federation. Derzeit spielt sie beim BTK Linne, zuvor war sie für den IFK Österåkers BTK aktiv.

## Titel und Erfolge im Überblick

### Paralympische Spiele
- 2012 in London: Gold in der Einzelklasse 3, Silber in der Mannschaftsklasse 4–5
- 2016 in Rio de Janeiro: Bronze in der Einzelklasse 3

### Europameisterschaften
- 2007 in Kranjska Gora: Bronze in der Mannschaftsklasse 5
- 2009 in Genoa: Bronze in der Einzelklasse 3, Gold in der Mannschaftsklasse 4–5
- 2011 in Split: Gold in der Einzelklasse 3, Silber in der Mannschaftsklasse 4–5
- 2013 in Lignano: Gold in der Einzelklasse 3
- 2015 in Vejle: Gold in der Einzelklasse 3, Gold in der Mannschaftsklasse 4–5
- 2017 in Lasko: Gold in der Einzelklasse 3
- 2019 in Helsingborg: Gold in der Einzelklasse 3, Silber in der Mannschaftsklasse 4–5

### Weltmeisterschaften
- 2010 in Gwangju: Silber in der Mannschaftsklasse 5
- 2014 in Peking: Bronze in der Einzelklasse 3, Silber in der Mannschaftsklasse 5
- 2018 in Lasko: Bronze in der Einzelklasse 3

### Kleinere Turniere
- Egypt Open 2019: Gold in der Einzelklasse 1–3, Gold in der Mannschaftsklasse 1–5
- Dutch Open 2019: Gold in der Einzelklasse 3